# Bejan de Mingrélie
Bejan de Mingrélie (Bejan Dadiani géorgien : ბეჟან დადიანი; mort en 1728), de la maison Dadiani, fut prince de Mingrélie de 1715 à 1728. Il accède au pouvoir en dépossédant son propre père, Georges IV de Mingrélie, et parvient à dominer la politique de la Géorgie occidentale en mettant en tutelle le roi Alexandre V d'Iméréthie jusqu'à ce qu'il soit tué par des agents de l' Empire ottoman.

## Premières années
Bejan est le second des fils de Georges IV Dadiani et de son épouse, Sevdia Mikeladzé, dont Georges divorce, en 1701, afin d'épouser Thamar, la fille du puissant prince Georges-Malakia Abashidzé, quelque temps roi d'Iméréthie. En 1704, Georges institue son fils ainé, Katsia Dadiani, co-prince de Mingrelie et installe Bejan comme seigneur de Letchkhoumi, dont il a dépossédé son jeune demi-frère, Jessé. Georges se retire lui-même dans son fief patrimonial de Salipartiano, mais il continue à gouverner pour le compte de son fils jusqu'en 1709, lorsque Katsia et Bejan qui n'avaient jamais pardonné la répudiation de leur mère contraignent  Georges à s'enfuir en Abkhazie. Georges redevient prince de Mingrelie après la mort de  Katsia en 1710, mais 
son autorité est contestée par Bejan, qui obtient l'appui du roi Georges VII d'Iméréthie,

## Prise de pouvoir
En 1715, Bejan invite son père Georges pour une réconciliation familiale, mais il le fait désarmer et le dépose. Georges est confiné dans une maison d’arrêt et persuadé de se remarier avec Sevdia Mikeladzé, avec laquelle Georges vit jusqu'à la fin de sa vie. Comme son père, Bejan devient un des principaux intervenants dans les intrigues et les luttes de pouvoirs en Iméréthie. En 1720, il conclut un accord avec le gouvernement ottoman et favorise le couronnement d'Alexandre V d'Iméréthie, fils du roi assassiné Georges VII. Bejan donne en 1721 comme épouse sa sœur Mariam au jeune roi Alexandre et devient le noble le plus influent du royaume. Il intervient également en  Gourie à plusieurs occasions, mais ensuite fait la paix avec  Georges IV de Gourie. Pendant que Bejan domine la Géorgie occidentale, une force ottomane est stationnée dans la capitale de l'Iméréthie  Koutaïssi, et le roi Alexandre est réduit à la fonction d’administrateur des biens de la couronne,.

## Régent en Iméréthie
Les relations de Bejan et du souverain sont complexes; le Dadiani est prêt à se débarrasser du roi Alexandre V, mais il répugne à le trahir pour complaire à sa fille, car c'est son gendre et il est de plus entouré de gardes du corps à sa dévotion. Bejan se montre par ailleurs impitoyable en écrasant toutes opposition à son pouvoir même dans sa propre famille; les nobles rivaux sont tués ou arrêtés. Son frère Manuchar est emprisonné et son autre frère l'évêque Gabriel de Zougdidi, défroqué pour sa corruption, son commerce d’esclaves et ses participations aux complots contre Bejan et Alexandre. Les deux dirigeants mènent une campagne conjointe contre le duché de Ratcha récalcitrant , dont le duc doit finalement accepter de faire la paix et d'épouser une fille du Dadiani en 1726,. Le pouvoir et le prestige du Dadiani alarment un autre noble d'Iméréthie Zourab Abashidzé, qui persuade le pacha Ottoman Ishaq Ier Jakéli d'Akhaltsikhé, d'envoyer son fils Youosuf  rencontrer le Dadiani Bejan dans le château de Geguti près de  Kutaisi en 1728. Bejan qui avait pourtant obtenu un sauf-conduit garantissant sa sécurité est mortellement poignardé au moment où il pénètre dans le château,.

## Union et postérité
Bejan épouse en  1715, la princesse Thamar Gelovani. Il en a six fils et trois filles:
- Ottia Dadiani (mort en 1757), qui lui succède comme prince de Mingrélie;
- Prince Beri Dadiani;
- Prince Katsia (Katso-Giorgi) Dadiani (mort en 1735), dont la fille, Darejan Dadiani, est l'épouse de l'avant-dernier roi de Géorgie Héraclius II;
- Prince Manuchari Dadiani;
- Gabriel Dadiani, évêque de Chqondidi;
- Grigol Dadiani (mort en 1777), évêque métropolitain;
- Princess Mariam (morte en 1731), épouse du roi Alexandre V d'Iméréthie;
- Princess Darejan Dadiani, épouse de  Mamouka d'Iméréthie;
- Princess Khvaramze Dadiani, épouse successivement, le prince Giorgi Nakashidzé, le prince Georges IV de Gourie, et Shoshita III, duc de Ratcha.